# Reedy (Australie-Occidentale)
Reedy  est une ville abandonnée de la région de Murchison en Australie-Occidentale. La ville est située entre Cue et Meekatharra dans la région du Mid West.
H. Reed découvre de l'or dans la région dans les années 1899-1900 et un puits situé à proximité, Reedy's Well, est baptisé en son honneur. Le puits apparaît sur les cartes de la région en 1908 comme une source d'eau connue. D'autres découvertes d'or ont lieu dans les années 1930 et plusieurs mines sont exploitées. En 1933, un lotissement est arpenté et déclaré. Les noms proposés pour la ville sont Triton, Mathers et Reedy. La ville est créée en 1934.